# كأس التحدي الإسكتلندي 1990–91
كأس التحدي الإسكتلندي 1990–91 (بالإنجليزية: 1990–91 Scottish Challenge Cup)‏ هو موسم من كأس التحدي الإسكتلندي ‏. كان عدد الأندية المشاركة فيه 28، وفاز فيه نادي دندي.